# Roczniki cysterskie
Roczniki cysterskie – średniowieczne roczniki tworzone na Śląsku w środowisku cystersów.
Znane roczniki pochodzenia cysterskiego zaczynają się przeważnie od kopii jakiegoś rocznika polskiego lub kompilacji sięgających schyłku X wieku. Oprócz tego wykorzystane zostały w nich źródła węgierskie, jak żywoty św. Stefana i Kronika polsko-węgierska. Część zapisków opartych jest na małopolskich klasztorach cysterskich związanych z Morimondem (lata 1149–1202, fundacja klasztorów, informacje związane z Kazimierzem Sprawiedliwym). Kompilacja, na której oparto późniejsze roczniki cysterskie, powstała prawdopodobnie w 1. poł. XIII wieku. Zapiski roczników dotyczące Śląska zaczynają się przeważnie od roku 1238 (śmierć Henryka Brodatego). Do roczników pochodzenia cysterskiego zaliczają się też drobniejsze roczniki śląskie wzorowane na rocznikach cysterskich lub stanowiące wyciągi z tych roczników.

## Roczniki śląskie wywodzące się ze środowiska cysterskiego
- Rocznik cysterski – hipotetyczny rocznik rozpoczęty po przybyciu cystersów do Polski u schyłku XII wieku lub w wieku XIII. Informacje dotyczące dawniejszych lat mogły być zaczerpnięte z któregoś z wcześniejszych polskich roczników. Rocznik nie zachował się, mógł jednak stać się podstawą późniejszych roczników powstających wśród cystersów[4].
- Rocznik kamieniecki – kompilacja roczników z XIII w. Zachowała się jedna karta dotycząca lat 965–1165[5].
- Rocznik henrykowski – rocznik zachowany w rękopisie z XIV w. Zawiera wpisy dotyczące okresu przed 1039 i lat 1238–1326[3].
- Rocznik śląski kompilowany – rdzeń rocznika powstał około 1240, natomiast znana dziś forma pochodzi z XVI w. Kompilacja obejmuje lata 965–1194, wstawkę dotyczącą przybycia Krzyżaków do Polski i szereg dodatków wykazujących wpływ Długosza, wiadomości z lat 1240–1253[3].
- Rocznik krzeszowski większy
- Rocznik krzeszowski mniejszy
- Rocznik górnośląski – obejmuje lata 1071–1280[3].
- Roczniki wrocławskie (Dawny i Magistratu zaczynają się od 1238 i doprowadzone są do końca XV w.):
  - Rocznik wrocławski dawny
  - Rocznik magistratu wrocławskiego
  - Rocznik wrocławski większy – pochodzi z karty pisanej w XIV w, obejmuje lata 1238–1372[2].
- Roczniki klarysek wrocławskich – zapiski historyczne klarysek zachowały się w dwóch kodeksach: z XIV w. (lata 1257–1328) i XV w. (od 1378 do wieku XVII)[2].